# 成長ホルモン受容体
成長ホルモン受容体（せいちょうホルモンじゅようたい、英: growth hormone receptor、略称: GHR）は、ヒトではGHR遺伝子によってコードされるタンパク質である。GHRのオルソログはほとんどの哺乳類で同定されている。

## 構造
成長ホルモン受容体（GHR）は、620アミノ酸からなる膜貫通タンパク質である。GHRは全長の膜結合型受容体、そして可溶性の成長ホルモン結合タンパク質（GHBP）という2つの形態で存在する。GHRの細胞外領域には2つのフィブロネクチンIII型ドメインが存在し、細胞内領域にはSH2タンパク質のためのチロシンキナーゼJAK2結合部位が存在する。JAK2は成長ホルモンシグナルの主要な伝達因子である。

## 機能
GHR遺伝子は成長ホルモンに対する膜貫通受容体タンパク質をコードする。受容体への成長ホルモンの結合は既に組み立てられた受容体二量体の再配置を引き起こし（受容体は細胞表面で単量体として存在する可能性もある）、細胞内・細胞間のシグナル伝達経路を活性化して成長をもたらす。エクソン3を欠く、GHRd3と呼ばれる一般的な変異アレルもよく特徴づけられている。GHR遺伝子の変異はラロン症候群と関係している。この疾患はgrowth hormone insensitivity syndrome（GHIS）としても知られ、低身長（均衡型小人症）によって特徴づけられる。可溶型タンパク質GHRtrなど、他のスプライスバリアントも記載されているが、完全に特徴づけられているわけではない。ラロンマウス（Ghrに欠陥を有する遺伝子改変マウス）は体重が劇的に低下するとともに、寿命は伸びる。

マルチプルアラインメントによるアミノ酸配列比較によって示された、GHRタンパク質の保存部位と可変部位。青で示された生物種ではプロリンが共通しており、共通祖先のタンパク質の特徴である。

## 相互作用
成長ホルモン受容体はSGTA、PTPN11、JAK2、SOCS1、CISHと相互作用することが示されている。

## 進化
GHR遺伝子は動物の核DNAの系統学的マーカーとして利用される。エクソン10は齧歯目の主要なグループの系統解析に利用されている。またGHRは、デグー科、ハタネズミ亜科、ネズミ上科、ネズミ亜科、シロアシネズミ属など齧歯目のより低い分類レベルや、クマ下目、ネコ科、および皮翼目の分類においても有用であることが示されている。また、GHRのイントロン9は、イタチ科やハイエナ科の系統解析にも利用されている。

## アンタゴニスト
ペグビソマント（商標名: ソマバート）などの成長ホルモン受容体アンタゴニストは先端巨大症の治療に利用される。これらは先端巨大症の原因となっている下垂体腫瘍を手術や放射線でコントロールできず、ソマトスタチンアナログ製剤を使用しても効果がない場合に使用される。ペグビソマントは粉末状で、水と混ぜて皮下注射される。